# Malak Khafagy
Malak Khafagy, née le 25 juillet 2004 à Alexandrie, est une joueuse professionnelle de squash représentant l’Égypte. Elle atteint le 24e rang mondial en juin 2025, son meilleur classement.

## Biographie
Elle se qualifie pour les Championnats du monde 2022-2023 où elle s'incline au premier tour face à Salma Hany.
Elle intègre pour la première fois le top 50 mondial en novembre 2023 à la suite de sa qualification en demi-finale de l'Open de Malaisie après avoir battu trois compatriotes égyptiennes.

## Palmarès

### Titres
- Santiago Open 2025